# Marquesado de Loriana
El marquesado de Loriana es un título nobiliario español creado el 19 de diciembre de 1599 por el rey Felipe III a favor de Juan Velázquez Dávila y Bracamonte, II y último conde de Uceda, en sustitución del condado de Uceda, que quedó en ese momento anulado.
El título de condado de Uceda se había creado el 4 de septiembre de 1581 a favor de su padre, Diego Velázquez Dávila y Bracamonte, I conde de Uceda, IV señor de Loriana.
La denominación del título se refiere al poblado de Loriana, en el término municipal de Mérida, que fue señorío del primer marqués.

## Marqueses de Loriana
|                                 | Titular                                                                | Periodo                 |
| Creación por Felipe III         | Creación por Felipe III                                                | Creación por Felipe III |
| ------------------------------- | ---------------------------------------------------------------------- | ----------------------- |
| I                               | Juan Velázquez Dávila y Guzmán Bracamonte                              | 1599-¿?                 |
| II                              | Pedro Velázquez Dávila y Guzmán Bracamonte                             | ¿?-¿?                   |
| III                             | Juan Velázquez Dávila y Guillamas                                      | ¿?-1636                 |
| IV                              | Francisco Dávila Guzmán y Velázquez de la Torre                        | 1636-1647               |
| V                               | Leonor Dávila y Guzmán de Ulloa                                        | 1647-1653               |
| VI                              | Francisco Melchor Dávila Zúñiga y Messía de Ovando                     | 1653-1695               |
| VII                             | José Diego Dávila y Zúñiga                                             | 1695-1697               |
| VIII                            | María Leonor Dávila Zúñiga y Messía                                    | 1697-1749               |
| IX                              | Ana María Sarmiento de Sotomayor y Fernández de Córdoba                | 1749-1770               |
| X                               | José María Fernández de Córdoba-Figueroa y Sarmiento de Sotomayor      | 1770-1806               |
| XI                              | Juana Nepomucena Fernández de Córdoba Villarroel y Spínola de la Cerda | 1806-1808               |
| XII                             | Cayetano de Silva y Fernández de Córdoba                               | 1808-1865               |
| Rehabilitación por Alfonso XIII |                                                                        |                         |
| XIII                            | Juan Manuel de Urquijo y Landecho                                      | 1919-1955               |
| XIV                             | María de Lourdes de Urquijo y Morenés                                  | 1955-1980               |
| XV                              | Juan Manuel de la Sierra y Urquijo                                     | 1981-2022               |
| XVI                             | Victoria Urquijo Caruncho                                              | 2023-actual             |

## Historia de los marqueses de Loriana
- Juan Velázquez Dávila y Guzmán Bracamonte (n. 1 de septiembre de 1574), I marqués de Loriana, II y último conde de Uceda[3] (título que quedó anulado al ser sustituido por el marquesado de Loriana) y caballero de la Orden de Calatrava.[3] Era hijo de Diego Velázquez Dávila y Bracamonte, I conde de Uceda, señor de Loriana, Don Llorente y Pozanco, caballero de la Orden de Alcántara, y de su segunda esposa, Leonor de Guzmán y Ribera Niño, hija de Pedro de Guzmán de Velasco, I conde de Olivares, señor de Chiche y Castilleja, y de su esposa Francisca de Ribera Niño.[4]

Casó con María Manuel de Benavides y Bazán, hija de Álvaro de Bazán y Guzmán, I marqués de Santa Cruz, y de su segunda esposa, María Manel de Benavides y de la Cueva. Sin descendientes, le sucedió su hermano:
- Pedro Velázquez Dávila y Guzmán Bracamonte  (baut. en iglesia de San Ginés en Madrid, el 10 de noviembre de 1576), II marqués de Loriana.[6]

Casó con Beatriz de Haro y Haro, hija de Beatriz de Haro y Sotomayor, IV marquesa del Carpio. Sin descendientes. Contrajo un segundo matrimonio con Luisa de Cabrera y Bobadilla, hija de Diego Fernández de Cabrera y Bobadilla, III conde de Chinchón, y de Inés Pacheco, hija de Diego López Pacheco y Enríquez, III marqués de Villena, III duque de Escalona, III conde de Xiquena. Sin descendientes. Casó en terceras nupcias con Ana María Guillamas.
- Juan Velázquez Dávila y Guillamas (Madrid, 18 de junio de 1618-mayo de 1636[8]), III marqués de Loriana[9] y caballero de la Orden de Santiago.[3]

Casó en 1634, siendo su primer marido, con María de Idiáquez y Álava, hija de Juan Alonso de Idiáquez de Butrón y Múgica, I marqués de San Damián, II duque de Ciudad Real, II conde de Aramayona y de su esposa Ana María de Álava, II condesa de Triviana. Sucedió en el mayorazgo y en el título por real cédula del 9 de diciembre de 1636, un hermano de los primeros dos marqueses de Loriana, también hijo de Diego Velázquez Dávila y Bracamonte y de su esposa Leonor de Guzmán.
- Francisco Dávila Guzmán Velázquez de la Torre (Madrid 5 de noviembre de 1580-4 de agosto de 1647[10]),  IV marqués de Loriana,[11] I marqués de la Puebla de Ovando, II señor de Canillas,[12] caballero de las órdenes de Alcántara y Calatrava, general de la artillería española, miembro de los consejos de Estado y guerra, presidente del consejo de hacienda y mayordomo mayor del rey Felipe IV de Castilla.[3]

Casó en 1625 con Francisca de Ulloa-Sarmiento y Arias de Saavedra, hija de Juan Gaspar de Ulloa, I conde de Villalonso, y de Teresa Arias de Saavedra y Zúñiga-Avellaneda, y viuda de Gaspar Juan Arias de Saavedra y Ramírez de Mendoza (m. 1622), V conde de Castellar. Le sucedió su hija:
- Leonor Dávila y Ulloa (Madrid, 1 de junio de 1626-Béjar, 23 de septiembre de 1653), V marquesa de Loriana,[15] II marquesa de la Puebla de Ovando y III señora de Canillas.[16]

Casó el 5 de mayo de 1644, en Madrid, con Diego de Zúñiga y Sotomayor, hijo de Francisco Diego López de Zúñiga Sotomayor y Mendoza, VII duque de Béjar, VI marqués de Gibraleón, IX conde de Belalcázar, VIII conde de Bañares, vizconde de la Puebla de Alcocer. Le sucedió su hijo:
- Francisco Melchor Dávila Zúñiga y Messía de Ovando (m. Madrid, 20 de noviembre de 1695), VI marqués de Loriana[17] y III marqués de la Puebla de Ovando.[15]

Casó en primeras nupcias el 29 de junio de 1672 con Antonia de Zúñiga y Enríquez. Contrajo un segundo matrimonio el 2 de febrero de 1678 con María Luisa López de Zúñiga y Dávila, VI marquesa de Baides. Le sucedió su hijo de segundo matrimonio:
- José Diego Dávila y Zúñiga (Madrid, 6 de marzo de 1680-9 de febrero de 1697), VII marqués de Loriana,[15] y IV marqués de la Puebla de Ovando.[15] Sin descendientes, le sucedió su hermana:

- María Leonor Dávila Zúñiga y Messía (Madrid, 2 de octubre de 1684-Madrid, 24 de octubre de 1749), VIII marquesa de Loriana,[18] VII marquesa de Baides, V marquesa de la Puebla de Ovando, XI condesa de Pedrosa, III marquesa de Arcicóllar y III marquesa de Valero.[15]

Casó el 23 de febrero de 1702, en Madrid, con su sobrino José Francisco Sarmiento de Sotomayor y Velasco, V conde de Salvatierra, IV marqués del Sobroso, IV conde de Pie de Concha. Sucedió su nieta, hija de José Manuel Sarmiento de Sotomayor y Dávila (1704-1725), que falleció antes que su padre, y de Ana María Fernández de Córdoba-Figueroa.
- Ana María Sarmiento de Sotomayor y Fernández de Córdoba (20 de mayo de 1725-18 de febrero de 1770), IX marquesa de Loriana,[19] VI condesa de Salvatierrra, VIII marquesa de Baides, VI marquesa de la Puebla de Ovando, VII marquesa del Sobroso, IV marquesa de Valero, XII condesa de Pedrosa y VIII marquesa de Jódar.[19]

Casó el 24 de junio de 1739, en Madrid, con su primo segundo, Juan de Mata Vicente Fernández de Córdoba-Figueroa y Spínola. Sucedió su hijo:
- José María Fernández de Córdoba-Figueroa y Sarmiento de Sotomayor (Madrid, 23 de noviembre de 1747-12 de junio de 1806), X marqués de Loriana,[19] VII conde de Salvatierra, IX marqués de Baides, VII marqués de la Puebla de Ovando, VIII marqués del Sobroso, V marqués de Valero, IX marqués de Jódar, y XIII conde de Pedrosa.[19]

Casó en primeras nupcias con Sinforosa González de Castejón y Silva y en segundas, el 9 de febrero de 1774, con María Antonia Fernández de Villarroel y Villacís.  Sucedió su hija del segundo matrimonio:
- Juana Nepomucena Fernández de Córdoba Villarroel y Spínola de la Cerda (Madrid, 6 de agosto de 1785-Madrid, 25 de mayo de 1808), XI marquesa de Loriana,[19] VIII condesa de Salvatierra, X marquesa de Baides, VIII marquesa de la Puebla de Ovando, IX marquesa del Sobroso, VI marquesa de Valero, X marquesa de Jódar y XIV condesa de Pedrosa.[19]

Casó con José Rafael Fadrique de Silva Fernández de Híjar y Palafox (1776-1863), V marqués de Rupit, XII duque de Aliaga, XII duque de Híjar, etc. Sucedió su hijo:
- Cayetano de Silva y Fernández de Córdoba (Madrid, 8 de noviembre de 1805-Perpiñán, 25 de enero de 1865), XII marqués de Loriana,[21], IX conde de Salvatierra, XIII duque de Híjar, XVII duque de Lécera, XV conde de Aranda, XXII conde de Belchite, XVII conde de Salinas, XIX conde de Ribadeo, X marqués de las Torres, X marqués de Vilanant, XI marqués de Almenara,  IX marqués de Orani, XI marqués de Baides, XI marqués de Jódar, IX marqués de la Puebla de Ovando, X marqués del Sobroso, VII marqués de Valero, XIV y último conde de Pedrosa, VII marqués de San Vicente del Barco, VII marqués de Fuentehoyuelo, VIII marqués de Ciadoncha, X y último señor de Villaviudas, caballero de la Orden de Santiago, caballero de la Orden de Carlos III, maetrante de Sevilla y gentilhombre de cámara del rey.[21]

Casó el 11 de enero de 1826, en Madrid, con María de la Soledad Bernuy y Valda.
Rehabilitación en 1919
- Juan Manuel de Urquijo y Landecho (1899-5 de octubre de 1968), XIII marqués de Loriana,[22][23] IV marqués de Urquijo,[24] IX marqués de Villar del Águila (por rehabilitación a su favor, también en 1919).

Casó el 8 de diciembre de 1927 con Teresa Morenés y Carvajal. Le sucedió su hija:
- María de Lourdes de Urquijo y Morenés (1935-1980), XIV marquesa de Loriana, (por cesión de su padre en 1955), V marquesa de Urquijo[24] y X marquesa de Villar del Águila.[25]

Casó el 7 de mayo de 1955 con Manuel de la Sierra y Torres. Le sucedió su hijo en 1981:
- Juan Manuel de la Sierra y Urquijo (Madrid, 30 de enero de 1958-Madrid, 4 de julio de 2022[26]), XV marqués de Loriana,[27] VI marqués de Urquijo.[24]

Casó el 31 de octubre de 2000 con Rocío Caruncho y Fontela. Padres de Victoria, Juan y Marieta de la Sierra y Caruncho.
- Victoria Urquijo Caruncho, XVI marquesa de Loriana.[29]